# Margareta Nockert
Gunnel Margareta Nockert, född 18 februari 1942, är fil. dr i arkeologi och professor emerita i textilvetenskap, med inriktning på textil- och dräkthistoria vid Uppsala universitet. Nockert har arbetat vid Riksantikvarieämbetets textilavdelning och Statens historiska museum. Hon har skrivit åtskilliga böcker och artiklar om nordiska textilier och dräkter från förhistorisk tid och medeltid. 
Nockert disputerade 1991 vid Umeå universitet på avhandlingen "The Högom find and other Migration Period textiles and costumes in Scandinavia".

## Utställningar
- Medeltida vävnader och broderier
- Skatter från den islamiska världen på Statens historiska museum[1]